# Ligne 12 - Saint-Jérôme
Pour les articles homonymes, voir Ligne 12.
La ligne Saint-Jérôme (ou ligne 12) est une ligne du réseau de train de banlieue de Montréal desservant la Rive-Nord de Montréal, la ville de Laval ainsi que certains quartiers du nord de l'île de Montréal. Elle permet également la correspondance avec le métro de Montréal, via quatre stations de métro. Exo en est responsable. 
De sa mise en service en 1997 jusqu'en 2007, la ligne est nommée ligne Blainville, puis ligne Blainville–Saint-Jérôme de 2007 à 2018, puis encore la ligne Exo 2 de 2018 au 31 juillet 2023, date à laquelle la numérotation des lignes de train de banlieue de la région métropolitaine est revue une deuxième fois en cinq ans, en raison de la mise en service du Réseau express métropolitain. 
En 2016, elle affiche un achalandage de 3 088 300 d'entrées, faisant d'elle la troisième ligne en importance d'Exo. 

## Service
La ligne relie le centre-ville de Montréal à sa Rive-Nord entre les gares Lucien-L'Allier et Saint-Jérôme pour un réseau total de 14 gares. Quelque 3 556 places de stationnement sont mises à la disposition des usagers.
Le service de transport est offert tous les jours. La fréquence des voyages se fait entre 15 et 30 minutes en heure de pointe et aux 2 heures en dehors des heures de pointe. Les jours de semaine, 17 des 26 trajets se rendent ou quittent la gare Lucien-L'Allier, les autres se rendant ou quittant la gare Parc. Les jours de fin de semaine, les 12 trajets se rendent ou quittent la gare de la Concorde à Laval. Les usagers doivent ainsi emprunter le métro pour se rendre à Montréal le samedi et le dimanche.
À la suite de l'ajout de service de l'été 2013, plus de 13 000 usagers utilisent quotidiennement cette ligne du train de banlieue.

## Histoire

### Gestion du Canadien Pacifique
De 1882 à 1979, le Canadien Pacifique fait traverser certaines de ses lignes ferroviaires sur l'actuelle ligne Saint-Jérôme. Ceux-ci étant Le P'tit Train du Nord, le train d'Ottawa via Lachute, le train de Québec via Trois-Rivières ainsi que le train de Sainte-Thérèse.

### Gestion d'Exo

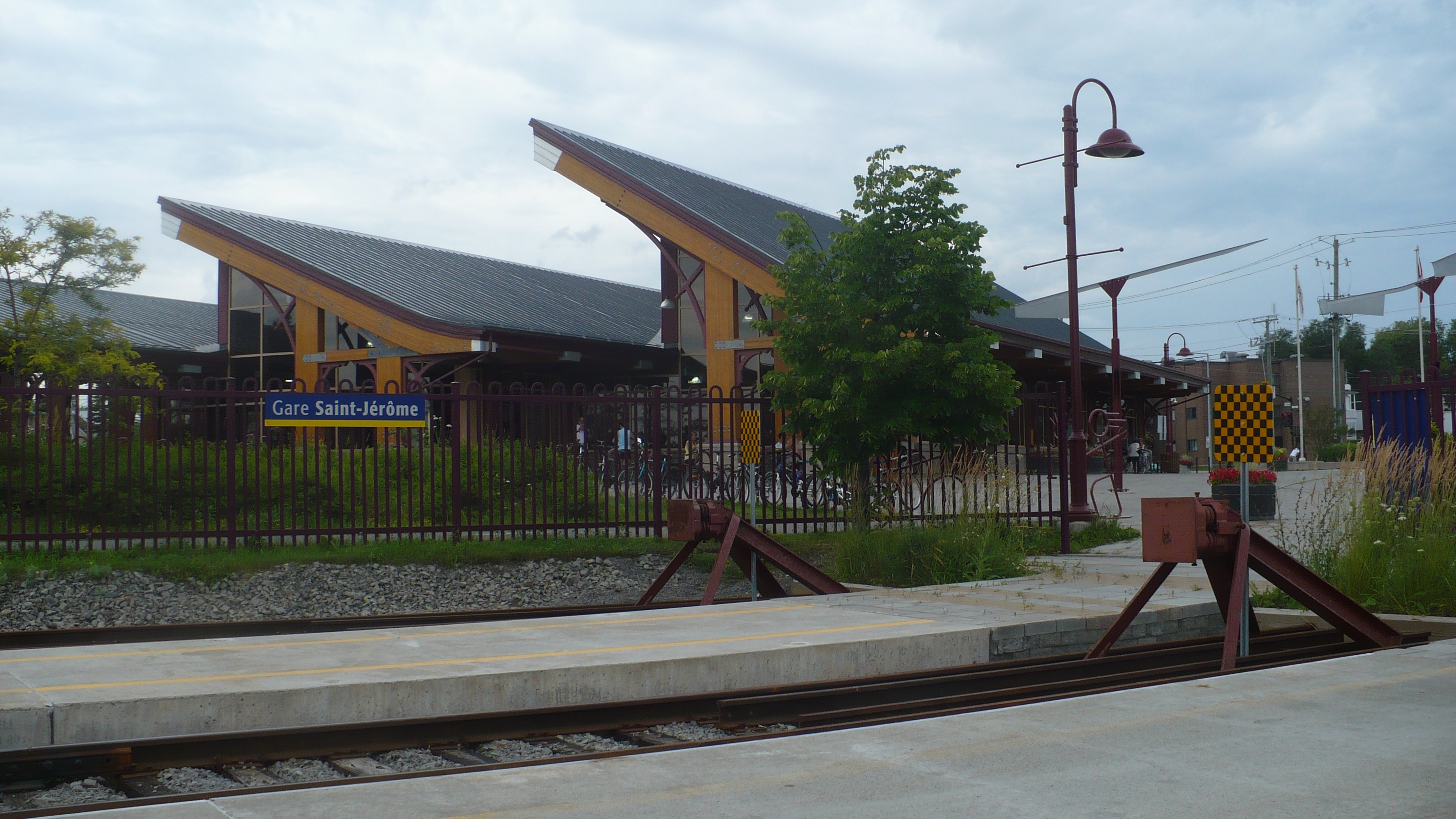
Fin de la ligne à la gare Saint-Jérôme.

Le service de train de banlieue dans cet axe ferroviaire ne reprend cependant qu'en 1997 en tant que service temporaire. La ligne temporaire Montréal/Blainville est mise en service le 12 mai 1997 afin de permettre aux résidents habitant au nord de la rivière des Mille Îles de se rendre à Montréal durant les travaux effectués sur le pont Marius-Dufresne entre Rosemère et Laval. À cette époque, seules quatre gares sont mises en place : Blainville, Sainte-Thérèse, Saint-Martin (aujourd'hui fermée) et Jean-Talon (aujourd'hui renommée Parc).
Étant considérée comme une ligne temporaire, peu d'argent est investi au départ. Ainsi, les gares sont constituées de simples plateformes en bois et de stationnements en gravier. Bien que le service initial ne proposait que deux départs et un retour, il connaît un succès immédiat. Le 18 août 1997, le service est amélioré à quatre départs et deux retours, en plus de voir deux nouvelles gares construites, soit les gares Sainte-Rose et Henri-Bourassa (aujourd'hui renommée Bois-de-Boulogne). La gare Rosemère ouvre quelques mois plus tard, le 20 octobre 1997.
Afin de s'assurer du succès des récents ajouts, des autobus sont utilisés pour transporter les résidents de Blainville et Sainte-Thérèse jusqu'aux gares. Ces autobus provenaient du CIT des Basses-Laurentides (aujourd'hui Exo Laurentides). À Montréal, la STCUM (aujourd'hui STM) assure le service d'autobus, notamment via la ligne Trainbus 935, entre la gare Jean-Talon et le centre-ville par la station de métro Guy-Concordia.
En 1999, la STCUM connaît de nombreux inconvénients avec plusieurs de ses Nova LFS, créant de nombreux arrêts de service. Pour résoudre le problème, l'AMT décide le 18 janvier 1999 d'étendre son service de la gare Parc jusqu'au centre-ville en terminant au Terminus Windsor (depuis renommé gare Lucien-L'Allier). Un an plus tard, soit le 3 janvier 2000, un arrêt fut également ajouté à la gare Vendôme.
Le 29 décembre 2003, un arrêt est ajouté à la gare Montréal-Ouest, déjà utilisée par les lignes Montréal/Dorion–Rigaud et Montréal/Delson–Candiac.
Le 5 octobre 2006, l'AMT loue 8 wagons bi-levels de Bombardier et une locomotive F59PH appartenant au GO Transit de Toronto pour atténuer l'augmentation du nombre d'usagers à la suite de l'effondrement du viaduc de la Concorde sur l'autoroute 19 à Laval. D'autres mesures sont mises en place dont l'ajout le 18 octobre 2006 de la gare temporaire Vimont (aujourd'hui devenue permanente). Le 10 novembre 2006, les trains additionnels sont retirés au moment de la réouverture de l'autoroute.
Le 8 janvier 2007, la ligne est prolongée de Blainville vers Saint-Jérôme par l'ajout de la gare intermodale du même nom. En ce même jour, la gare Chabanel de Montréal est également inaugurée. Ces ajouts forcent l'AMT à remanier l'horaire en diminuant de 11 à 10 le nombre d'allers-retours par jour. Le nom officiel de la ligne, jusqu'ici appelée Montréal/Blainville, change pour Montréal/Blainville–Saint-Jérôme.
Le 28 avril 2007, en pair avec l'ouverture du métro de Laval, la gare intermodale de la Concorde est inaugurée, permettant la correspondance avec la station de métro du même nom. Cette mise en service entraîne le 27 avril 2007 la fermeture de la gare Saint-Martin, située à proximité de la nouvelle gare.
L'Agence métropolitaine de transport (AMT) annonce en février 2009 que la ligne Blainville–Saint-Jérôme ferait l'objet d'améliorations de plus de 20 millions $CAN et pourrait être détournée pour utiliser le tunnel sous le mont Royal ce qui lui permettrait d'arriver plus rapidement au centre-ville. Cette modification ne sera toutefois jamais mise en place, en raison du projet du REM. 
Le 13 juin 2013, l'AMT annonce une bonification importante à l'offre de service sur la ligne Blainville–Saint-Jérôme. Cette bonification comprend depuis le 5 août 2013 l'ajout de 6 départs quotidiens la semaine, l'ajout d'un premier service de fin de semaine et la desserte complète de la gare Saint-Jérôme pour tous les départs de la ligne. Avec ces changements, la ligne Blainville–Saint-Jérôme est officiellement renommée ligne Saint-Jérôme.
Le 14 décembre 2020, Exo fait l'annonce de l'ajout de la gare Mirabel située entre Blainville et Saint-Jérôme. Son ouverture est prévue le 4 janvier 2021.

## Gares
| Zone | Zone | Gare             | Ville                                                          | Correspondance(s) | Transit annuel (2005) |
| ---- | ---- | ---------------- | -------------------------------------------------------------- | --- | --------------------- |
|      |      |                  |                                                                | |                       |
| A    | 1    | Lucien-L'Allier  | Montréal (arrondissement Ville-Marie)                          | Autobus : STM - 36, 150, 350, 355, 358, 364, 410, 427, 430, 747 Métro : STM - station Lucien-L'Allier de la ligne orange Train : Exo - station Lucien-L'Allier des lignes Vaudreuil–Hudson et Candiac | 535 400               |
| A    | 1    | Vendôme          | Montréal (arrondissement Côte-des-Neiges–Notre-Dame-de-Grâce)  | Autobus : STM - 17, 37, 90, 102, 104, 105, 124 Métro : STM - station Vendôme de la ligne orange Train : Exo - station Vendôme des lignes Vaudreuil–Hudson et Candiac                                  | 184 800               |
| A    | 1    | Montréal-Ouest   | Montréal-Ouest                                                 | Autobus : STM - 51, 90 , 105, 123, 162, 262, 356 Train : Exo - station Montréal-Ouest des lignes Vaudreuil–Hudson et Candiac                                                                          | 182 900               |
| A    | 1    | Parc             | Montréal (arrondissement Villeray–Saint-Michel–Parc-Extension) | Autobus : STM - 16, 80, 92, 93, 365, 372, 480 Métro : STM - station Parc de la ligne bleue | 1 113 000             |
| A    | 1    | Chabanel         | Montréal (arrondissement Ahuntsic-Cartierville)                | Autobus : STM - 19, 54, 135, 146 | 98 000                |
| A    | 2    | Bois-de-Boulogne | Montréal (arrondissement Ahuntsic-Cartierville)                | Autobus : STM - 135, 164, 171, 180, 380 | 174 700               |
| B    | 3    | De la Concorde   | Laval (quartier Laval-des-Rapides)                             | Autobus : STL - 2, 33, 37, 42, 63 Métro : STM - station de la Concorde de la ligne orange | 976 200               |
| B    | 3    | Vimont           | Laval (quartier Vimont)                                        | Autobus : STL - 27, 45,48, 345 | 314 300               |
| B    | 3    | Sainte-Rose      | Laval (quartier Sainte-Rose)                                   | Autobus : STL - 63, 65, 73 | 531 700               |
| C    | 5    | Rosemère         | Rosemère                                                       | Autobus : Exo Laurentides - 12, 15, 17, 20, 22 | 529 900               |
| C    | 5    | Sainte-Thérèse   | Sainte-Thérèse                                                 | Autobus : Exo Laurentides - 9, 11, 22, 23, 27, 51, 52, 60, 61, 62, 73, 74, 88, 243 Exo Terrebonne-Mascouche - 23                                                                                      | 591 300               |
| C    | 6    | Blainville       | Blainville                                                     | Autobus : Exo Laurentides - 71, 72 | 479 900               |
| C    | 6    | Mirabel          | Mirabel                                                        | |                       |
| C    | 7    | Saint-Jérôme     | Saint-Jérôme                                                   | Autobus : Exo Laurentides - 9, 100, 101, 102, 103, 105, 107 CRT Lanaudière - 35 TACL - Bus vers Mont-Tremblant                                                                                        | 464 700               |